# Annickia
Annickia is een geslacht uit de familie Annonaceae. De soorten uit het geslacht komen voor in tropisch Afrika, van West-Afrika tot in Tanzania.

## Soorten
- Annickia affinis (Exell) Versteegh & Sosef
- Annickia ambigua (Robyns & Ghesq.) Setten & Maas
- Annickia atrocyanescens (Robyns & Ghesq.) Setten & Maas
- Annickia chlorantha (Oliv.) Setten & Maas
- Annickia kummerae (Engl. & Diels) Setten & Maas
- Annickia kwiluensis (Robyns & Ghesq.) Setten & Maas
- Annickia lebrunii (Robyns & Ghesq.) Setten & Maas
- Annickia letestui (Le Thomas) Setten & Maas
- Annickia olivacea (Robyns & Ghesq.) Setten & Maas
- Annickia pilosa (Exell) Setten & Maas
- Annickia polycarpa (DC.) Setten & Maas ex I.M.Turner